# 永恆的盡頭
《永恆的盡頭》，是tri-Ace開發，SEGA所發行的全新角色扮演遊戲，於2010年1月28日在遊戲主機PlayStation 3和Xbox 360上發行。2009年12月22日發布體驗版。2018年10月18日在PlayStation 4和Windows的Steam网络商店上发售了游戏的4K高清复刻版本。2019年12月5日在PlayStation 4上發行4K高清復刻版本的中文版本。

## 概要

### 世界觀
時間點為某個遙遠的未來，許多的原因造成地球瀕臨毀滅，為了讓環境恢復正常，人類開發出巨大的裝置「巴賽爾」(バーゼル)並將其埋入大地深處，開發目的為修復地球環境的巴賽爾，甚至連生物的生老病死都能控制。
疲憊到寧願將自己的命運交付給機械決定，本作描述生活在宛如人類末日般的環境下，在巨大裝置「巴賽爾」當中所發生的故事。

## 主要登場角色

### 主角群
傑法（ゼファー／Zephyr）
男／17歲
聲優：下野紘
幼年期在孤兒院長大的少年，A.R.1132年（A.D.2005年）引發克朗克神學院屠殺事件的犯人，因而與前來鎮壓的瓦修隆相遇，當時因為受到瓦修隆的槍擊而身負致命傷，但卻不知為何沒留下傷口，現在則與瓦修隆一起從事PMF的工作。
瓦修隆（ヴァシュロン／Vashyron）
男／26歲
聲優：成田劍
與傑法一起生活的前軍人，目前從事PMF的工作，由於接下鎮壓克朗克神學院屠殺事件的委託，而在現場與傑法相遇。本身是A.R.1131年（A.D.2004年）路奇亞大慘劇時覆滅的樞機主教旗下戰鬥部隊之倖存者，不太常提起自己的過去。
琳貝爾（日文版：リーンベル／Reanbell；英文版：Leanne）
女／21歲
聲優：遠藤綾
與傑法、瓦修隆一起生活的女性，過去因為某個事件即將喪命時，與傑法相遇，並成為PMF之一員。平常不會化妝，但在工作前會仔細打扮，這是為了改變過去的自己。

### 樞機主教
羅嚴（ロエン／Roen）
男／43歲
聲優：藤原啟治
統領樞機主教們的巴賽爾最高權力者，雖然曾經被推舉為教皇，但他卻拒絕接受。前代教皇芙麗妲去世後，由蘇利文口中得知了天頂（ゼニス）的壽命管理機制之存在，為了打破命運而在背後支持著蘇利文的研究，在實驗過程中以大義之名而犧牲了19位無辜的孩童。
身為本作主線故事的最終頭目，他擁有驚人的戰鬥能力與強悍的私人武裝部隊，讓侵入艾塔西爾（エターシル）與大聖堂的瓦修隆等人吃足苦頭。
卡利加農（ガリジャーノン／Garigliano）
男／45歲
聲優：若本規夫
樞機主教之一，巴賽爾第五階層「雕刻森林」的管理者，有著獨特的審美觀以及透過畫框看東西的怪癖，羅嚴的得力助手之一，身為樞機主教的第二把交椅，戰鬥能力據說比羅嚴更為強悍。
安德利翁（アントリオン／Antourion）
男／70歲
聲優：佐藤正治
現存最為資深的樞機主教，又名「智慧追求者」，過去為了調查遺跡與聖刻而派遣瓦修隆所屬的戰鬥部隊出動，卻被自外界入侵的敵人將該部隊殺得幾近全滅，因為這件事而受到羅嚴的冷落，瓦修隆也因此對他沒有多大好感。
泰瑞莎（テレサ／Theresa）
女／65歲
聲優：上村典子
舉止穩重，貴婦般的樞機主教，因為努力協助下層區域居民生活而頗有人望。去世的丈夫維多過去與瓦修隆曾經隸屬於同一支戰鬥部隊，因此與瓦修隆很早以前就彼此熟識。
拉格斐（ラガーフェルド／Lagerfeld）
男／44歲
聲優：園部好德
有著虔誠信仰，行事極重秩序的人物，平日總是戴著帽子，羅嚴的老朋友。
克朗克神學院的管理者，同時也是A.R.1132年（A.D.2008年）神學院屠殺事件的驗屍官，由於傑法被瓦修隆一槍打穿頭部卻仍存活，瓦修隆與他便以「神明原諒了這名少年」為理由將傑法無罪釋放（但在紀錄上該名少年已經死亡），然而之後幾年他仍然一直持續追查該事件，甚至不惜辭去樞機主教之位，為了對傑法處刑而與其進行單挑，最後卻遭到悄悄跟來的琳貝爾射殺身亡。
彼得（ペーター／Peter）
男／19歲
聲優：檜山修之
繼承父親而成為樞機主教的年輕男性，由於平易近人的親切個性而廣受民眾歡迎（尤其是孩童），巴賽爾第六階層「佩提利亞」的管理者。在遊戲初期委託傑法等人取回自己的天頂之星，但在中期與琳貝爾約會時因為意外而擊碎了自己的天頂之星，死亡。
故事後期在隱藏迷宮喬波利斯（チョイポリス）會以「畢得」（ピーター）之名現身並阻擋在我方面前。
芭芭麗菈（バーバレラ／Barbarella）
女／21歲
聲優：折笠愛
身材火辣性感的女性樞機主教，和年齡相近的彼得以及尚波雷關係良好，巴賽爾第七階層「銀色峽谷」（俗稱冷藏庫）的管理者，對於食物有著異常的堅持與愛好，遊戲中甚至曾經委託瓦修隆等人關於食材的任務。
與另一位女性樞機主教薇洛妮可同時被任命為樞機主教，兩人均有許多的支持者。
尚波雷（ジャンポーレ／Jeanpole）
男／21歲
聲優：寺島拓篤
深受女性支持，長相清秀的年輕樞機主教，但是在個性上有些自戀的傾向，相當敬仰卡利加農。
與彼得是同期成員，在其身亡後接手巴賽爾第六階層「佩提利亞」的復興工作。
薇洛妮可（ヴェロニク／Veronique）
女／25歲
聲優：山崎和佳奈
支持著羅嚴的內心與計畫之女性樞機主教，少數知道羅嚴內心苦惱的人物之一。對羅嚴有著絕對的信賴，而羅嚴也十分仰賴這位女性。
幾乎每日均會前往大聖堂，許多參拜者均曾經見過她的身影。

### 研究機構艾塔西爾
蘇利文（サリヴァン／Sullivan）
男／43歲
聲優：子安武人
教皇芙麗妲去世後，出現在樞機主教羅嚴面前的學者，為了協助羅嚴達成理想而進行計畫，是個具有天才頭腦的男子。身為研究機構艾塔西爾（エターシル）的最高負責人，目的是為了解開天頂（ゼニス）的壽命管理機制之謎，進而協助羅嚴將人們從中解放出來，但在與蕾貝卡相遇後想法起了變化，抱持著對「永恆」的憧憬而改變了研究方向。
故事後期似乎已經死亡，但卻在隱藏迷宮喬波利斯（チョイポリス）最深處與蕾貝卡以本作最強頭目的身份再次現身。
蕾貝卡（レベッカ／Rebecca）
女／年齡不詳
聲優：ゆかな
外表看起來是個10歲左右的少女，但真實年齡不詳。
來自巴賽爾以外的世界，為了適應嚴酷的環境而使身體產生進化，鄙視著居住在巴賽爾的人們，認為他們是世界的寄生蟲而意圖予以抹殺，在A.R.1131年（A.D.2004年）曾經襲擊過瓦修隆所屬的樞機主教戰鬥部隊，但要殺害瓦修隆時卻因為聖刻的緣故而失敗，並因此失去了自身的記憶與說話能力，之後被蘇利文發現並加以保護。
故事後期在隱藏迷宮喬波利斯（チョイポリス）最深處與蘇利文以本作最強頭目的身份一同登場。
尤利斯（ユリス／Juris）
男／45歲
聲優：木內秀信
研究機構艾塔西爾（エターシル）所屬的學者，深受蘇利文的信賴，平時是個冷漠且感情鮮有變化的男子，但在與實驗體20號相處的過程中，內心逐漸產生變化，最後在實驗體20號即將迎接20歲生日之前將她送出了艾塔西爾，但也因此而受到羅嚴的囚禁。
實驗體20號（Subject #20／実験体２０号）
女／19歲
出生後即被研究所當成實驗體養大的少女，因為實驗設定的緣故將會在20歲時死亡，在知道一切真相後為了違抗命運，決定在20歲生日來臨前（A.R.1134年（A.D.2007年））提早結束自己的性命，卻被傑法所救。

### 其他
芙麗妲（フリーダ／Freida）
女／享年20歲
聲優：佐倉ゆき
巴賽爾最後一任教皇，A.R.1114年（A.D.1987年）因為不明原因而驟逝，在其過世後每年均會舉辦紀念儀式，大聖堂當中則有著由卡利加農所繪製的芙麗妲肖像畫。
蓋爾希（ゲルシー／Gelsey）
男／年齡不明
聲優：千葉繁
率領一個師團的兵力占據著巴賽爾第十一階層「第24號礦脈」的恐怖份子，原本和瓦修隆以及已故的維多一樣是樞機主教旗下戰鬥部隊的成員，有著極為高超的戰鬥能力，傑法對他的評論則是「比外表看起來還強」。
雖然維多已經過世，但他仍對其保有強烈的對抗意識，將其視為永遠的競爭對手。

## 故事
PROLOGUE　天頂之星
三人一如往常出門處理委託的工作，委託人則是研究機構艾塔西爾的最高負責人蘇利文，目標是將樞機主教彼得的石英（天頂之星）交付予本人。
CHAPTER1　生命的重量
來自瓦修隆老友，樞機主教泰瑞莎的委託，三人帶著要獻給逝者的花朵前往第六階層的路奇亞，但是這個地方對瓦修隆而言，是個充滿著痛苦回憶的地方。
CHAPTER2　停電
位於第四階層的休斯發電場發生異常事故，導致第四階層以下的巴賽爾陷入一片黑暗之中，為了恢復電力的供給，因此三人摸黑出發前往發電場。
CHAPTER3　花
為了協助樞機主教卡利加農製作新的雕像，三人前往第五階層當中，充滿了「美麗又危險的妖精」之雕刻森林，以取回女性型的模特兒人偶。
CHAPTER4　小小世界
接到樞機主教尚波雷的委託，三人再度前往第五階層的雕刻森林，目標則是護送卡利加農費心製作的奇妙雕像前往預定安置的地點。
CHAPTER5　物換星移
來自樞機主教芭芭麗菈的緊急委託，但是委託的內容卻頗令人意外，為了達成目標，三人前往位於第七階層，一片冰天雪地的銀色峽谷取回某種物品。
CHAPTER6　病
在過往的記憶於腦海中飛馳的同時，琳貝爾因為感冒的緣故而臥病在床，傑法與瓦修隆在取得芭芭麗菈的許可後，再次前往銀色峽谷取回治療用的藥物。
CHAPTER7　星之礦脈
位於第11階層的第24號礦脈，遭到率領著一個師團兵力的某個男子所占領，接下蘇利文的委託，三人前往礦脈討伐占據了該地的反體制組織。
CHAPTER8　第一次約會
年輕的樞機主教彼得對琳貝爾提出了名為護衛實為約會的委託，雖然委託內容要求男性不得隨行，但傑法與瓦修隆仍然悄悄地尾隨琳貝爾前往第六階層的佩提利亞。
CHAPTER9　聖刻
這天，得知委託人是樞機主教安德利翁的瓦修隆顯得異常焦躁，接受委託的三人再次前往第六階層的路奇亞調查聖刻的存在。
CHAPTER10　神學院
回想起過去事物的傑法將自己關在房中，得知此事的瓦修隆便帶著琳貝爾前往第七階層克朗克神學院的遺址，那裡則是瓦修隆與傑法第一次碰面的地方。
CHAPTER11　放置感情之處
身為克朗克神學院事件驗屍官的樞機主教拉格斐，雖然在當時見證了神蹟卻無法接受，抱持著這份複雜感情的他，在這天來到了三人的住處。
CHAPTER12　婚禮
接下了尚波雷的委託，傑法與琳貝爾將在婚禮會場假扮成新郎與新娘，然而在此同時，瓦修隆卻也接到了來自某人的委託，即將前來破壞婚禮的進行。
CHAPTER13　聖誕節
來自泰瑞莎的委託，三人將在聖誕節送禮物給小孩子們，相較於充滿了幹勁的琳貝爾以及似乎早已知道某些內情的瓦修隆，傑法對此卻顯得有些忐忑不安。
CHAPTER14　過往的約定
決定逃離羅嚴的蘇利文打算帶著尤利斯一起走卻遭到拒絕，另一方面，為了再見到仰慕的老師尤利斯一面，琳貝爾決定獨自前往第一階層的研究機構艾塔西爾。
CHAPTER15　無法估算的力量
從尤利斯口中得知巴賽爾壽命管理機制的真相之後，為了從蘇利文手中奪回琳貝爾的石英（天頂之星），三人決定前往位於第一階層吊燈外壁的蘇利文宅邸。
CHAPTER16　大聖堂
懷抱著各種不同的情感，故事即將邁向終局，挺身對抗命運而前往大聖堂的三人，將與羅嚴為首的三位樞機主教進行最後的決戰。

## 系統
武器改造
遊戲中取得的槍枝均可利用改造的方式提升攻擊力、裝彈數、連射能力、蓄力速度等等的性能，改造方式則為取得各式各樣的改造零件，並在9x9大小的改造配置圖中與槍枝本體連結。
移動
巴賽爾的地圖由許多六角格子構成，剛開始大多數格子無法通行，因此必須取得被稱為「六角能源」的物品以開放通行的道路。
六角能源分為無色、有色與單格的六角補給點三種。
服裝變換
可以自由變換服裝、手套、靴子、髮色、隱形眼鏡顏色等等的系統，不同角色之間的服裝無法互換。更換服裝後的模樣會反映在角色狀態欄位、過場事件、平常移動與戰鬥中。

## 名詞
巴賽爾(バーゼル)
1000年前的人們為了修復地球環境，而埋入大地深處的巨大裝置，隨著時間流逝，人們逐漸移居至巴賽爾附近，進而侵入內部居住，但是卻沒有人知道這會慢慢地降低巴賽爾的機能。
第一階層的中心處安置著被稱為天頂(ゼニス)的裝置，上層居住的多為樞機主教與較為富裕的居民，越下層的治安就越惡劣。
天頂(ゼニス)
安置在巴賽爾第一階層大聖堂深處的裝置，可說是巴賽爾的核心，以石英(クォーツ)管理著巴賽爾內部所有生物的生老病死，其所在位置為不可侵入的禁地，僅有少數人才曉得它的存在。
石英(クォーツ)
別名「天頂之星」的礦石，謠傳「每個人都有屬於自己的天頂之星，只要找到它就能獲得幸福」，實際上則是與巴賽爾的居民生死相關的物品，當新生兒誕生時就會產生新的石英，人死亡時對應的石英即會碎裂，反過來說，當與自己對應的石英粉碎時，該人亦會馬上死亡。
PMF
Private Military Firm，私人軍事公司之簡稱。
在本作中，所接受的委託則不僅限於軍事與戰鬥方面，比較類似承辦各種委託的萬事通公司。
聖刻
通常石英碎裂時，對應的人物即會死亡，但是偶爾也會出現石英粉碎後卻仍能存活的稀有人類，在這種情況下所浮現的奇特印記即為聖刻，發動聖刻的人類無論受到什麼傷害均能毫髮無傷，傑法、瓦修隆與琳貝爾都曾經在不同的事件中發動過，具有這種能力的人則被巴賽爾外界的人稱為「天頂騎士」。

## 外部連結
- （日語）永恆的盡頭官方網站